# Centro de Mídia Independente

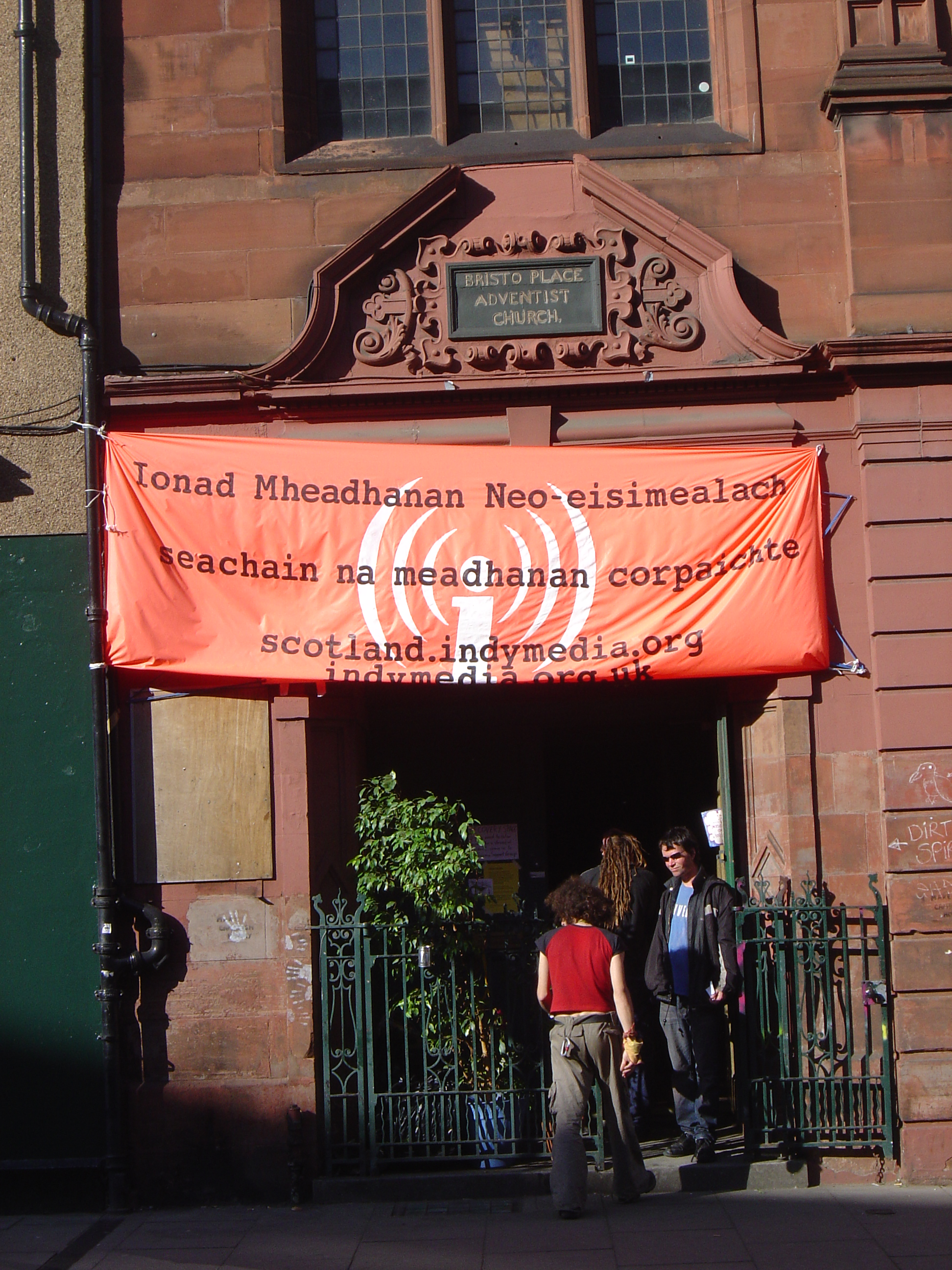
CMI Edinburgh na Confêrencia do G8.

O Centro de Mídia Independente (CMI), também chamado de Indymedia, é uma rede internacional formada por produtores e produtoras de informação caracterizada principalmente como de ordem política e social que se autodeclaram livres e independentes de quaisquer interesses empresariais ou governamentais. O CMI afirma ser parcial e apresenta uma filosofia anticapitalista.
O sítio eletrônico da rede permite publicação aberta para que qualquer pessoa possa contribuir, caso assim deseje.
O projeto declara visar a democratizar a produção de mídia: o CMI desenvolve diversos projetos dando voz a atores sociais que considera excluídos da mídia, capacitando-os a produzir seus próprios meios de comunicação. Muitas das iniciativas utilizam a tecnologia da internet mas, dado o seu acesso ainda muito restrito, combinam essa tecnologia com mídias tradicionais, potencializando-as.
O CMI distribui impressos, rádio, foto e vídeo jornalismo, além do site em sistema de publicação aberta. Os sites são feitos por qualquer pessoa interessada em publicar notícias, o conteúdo é determinado pelos próprios escritores de notícias mas os sites de cada Indymedia é administrado pelos próprios membros dos coletivos locais.

## História
O projeto Indymedia nasceu no final de 1999, para coordenar uma cobertura jornalística alternativa dos protestos ocorridos em Seattle contra o encontro da Organização Mundial do Comércio (OMC) . O projeto original consistia em um site para a publicação livre, no qual diferentes órgãos de imprensa alternativa publicariam relatos, entrevistas, análises e imagens em copyleft, promovendo o intercâmbio de informações e a cooperação mútua. Durante os protestos, no entanto, não apenas jornalistas independentes, mas os próprios ativistas se manifestaram, publicando seus pontos de vista, fotos e depoimentos. A junção da cobertura dos meios jornalísticos independentes e com os relatos diretos dos participantes provocou um crescimento do site, com mais de um milhão de acessos.
Em seqüência disso, o projeto que era temporário transformou-se numa iniciativa permanente. Depois de Seattle, em 2002, já existiam 89 sites do Indymedia em 31 países e em Janeiro de 2006 já eram 150 sites. O país com mais site do Indymedia são os Estados Unidos com 62 sites e depois vem a Itália com 15 sites. Além dos sites os CMIs atuam em diversos outros projetos de democratização da produção de mídia.
Os sites do Indymedia funcionam em diversas plataformas de software livre, muitos desenvolvidos pelos próprios participantes do CMI como os softwares DadaIMC, Mir, Oscait, Active, SF-Active e outros softwares distribuídos livremente como Drupal e Plone.

## Principais projetos

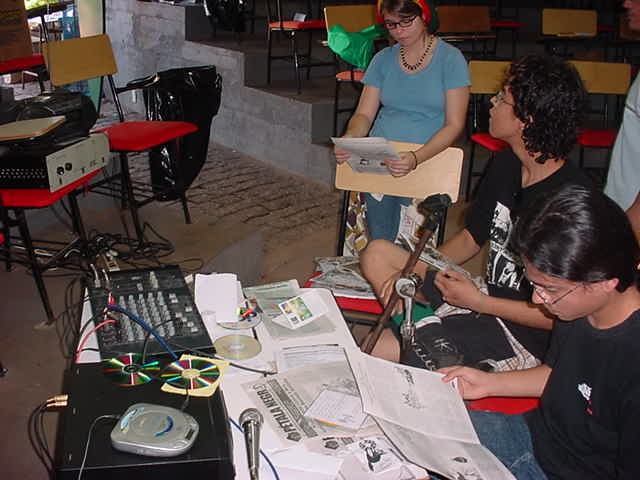
Programa de rádio livre do Indymedia na Universidade Federal de Mato Grosso em Cuiabá.

Os coletivos do CMI oferecem em várias cidades oficinas de capacitação a indivíduos e movimentos sociais buscando ajudar a produção independente de mídia. Há oficinas de redação, repórteres populares, fotografia, informática, vídeo e rádio.
- Impressos: Partindo de notícias publicadas no site (muitas vezes publicadas por usuários que não são voluntários do projeto), são elaborados jornais-poste chamados "CMI na Rua". Os jornais-poste levam as notícias do site para quem não tem internet ou não acessa a página. Eles são impressos em formato A3 e colados nas ruas e em murais de escolas, universidades e associações da sociedade civil (sindicatos, movimentos, etc.). O CMI também imprime um jornal periódico chamado "Ação Direta" que leva análises mais aprofundadas sobre temas para um público mais amplo.
- Rádio: Coletivos do CMI frequentemente produzem programas de rádio, no Brasil é chamado de "CMI no Ar", oferecendo um panorama do que acontece no país e no mundo de uma perspectiva alternativa àquela que consideram mídia empresarial.

O programa é disponibilizado no site em formato digital (MP3) e em copyleft para a reprodução por rádios livres e comunitárias. Em Porto Alegre, é produzido semanalmente um boletim de notícias que é distribuído para dezenas de rádios comunitárias na região metropolitana. O CMI também colabora diretamente com as rádios Bicuda, no Rio de Janeiro; Grilo, em Goiânia; Ralacoco, em Brasília e a rádio Restinga em Porto Alegre. 
O CMI já oferece um canal que transmite por internet a rádio Muda de Campinas e pretende colocar mais rádios livres e comunitárias na internet capacitando-as a funcionar em rede e intercambiar programação.
- Vídeo: O CMI tem coletivos trabalhando com vídeo,  produzindo documentários e vídeo-reportagens. Tudo o que é produzido é disponibilizado gratuitamente no site para download em regime de copyleft e as fitas são distribuídas a baixo custo. O CMI também promove periodicamente exibições públicas gratuitas dos vídeos, como aconteceu com o CMI de São Paulo na seção de vídeo em frente a TV Globo apresentando o filme Muito além do Cidadão Kane.
- Informática: O CMI também tem projetos de democratização do acesso à internet com ênfase na produção de mídia.

## Indymedia no mundo
A rede do Indymedia é descentralizada e todos os coletivos funcionam de forma independente, administrando seus próprios sites, mas respeitando os princípios do CMI. O processo de inclusão de um novo coletivo do CMI é centralizado, um processo transparente coordenado por listas de discussões.
Em maio de 2004, depois de receber várias histórias sobre o militarismo em Israel como "Zionazi forces" (uma referência ao sionismo nazista das forças de Israel), site de busca pela internet, Google News da empresa Google temporariamente parou de incluir as notícias do Indymedia em suas buscas. A partir de outubro de 2004, os artigos do Indymedia voltaram a ser indexados pelas buscas do Google News. Em janeiro de 2011 as buscas no Google News não incluem o CMI.

## Sequestro de servidores

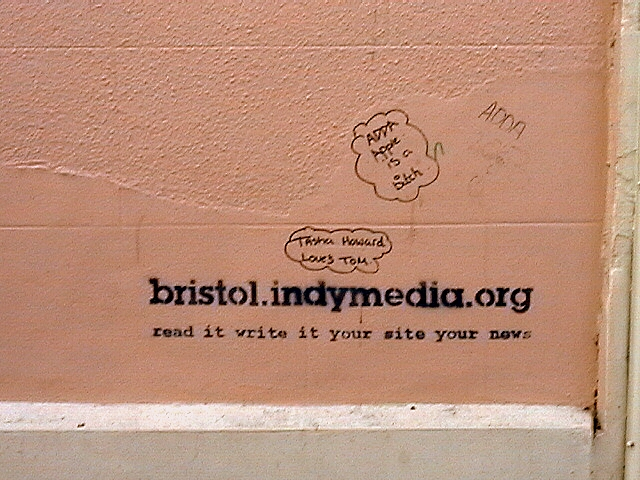
Grafite em Bristol, Reino Unido.

Indymedia já sofreu vários tipos de ataques de autoridades em vários países, por exemplo, em 7 de outubro de 2004, vários servidores do CMI baseados na empresa Rackspace de Londres, Inglaterra foram temporariamente levados por policiais locais, desativando 20 sites do CMI no mundo. A Electronic Frontier Foundation (EFF) publicou uma nota dizendo que ações deste tipo são inconstitucionais..
Outro sequestro de servidores no Reino Unido aconteceu em Bristol em junho de 2005. Uma notícia anônima no site do Indymedia Bristol, chamou atenção da polícia local para a ação contra trens, carros e aquecimento global..

## Ataques a jornalistas

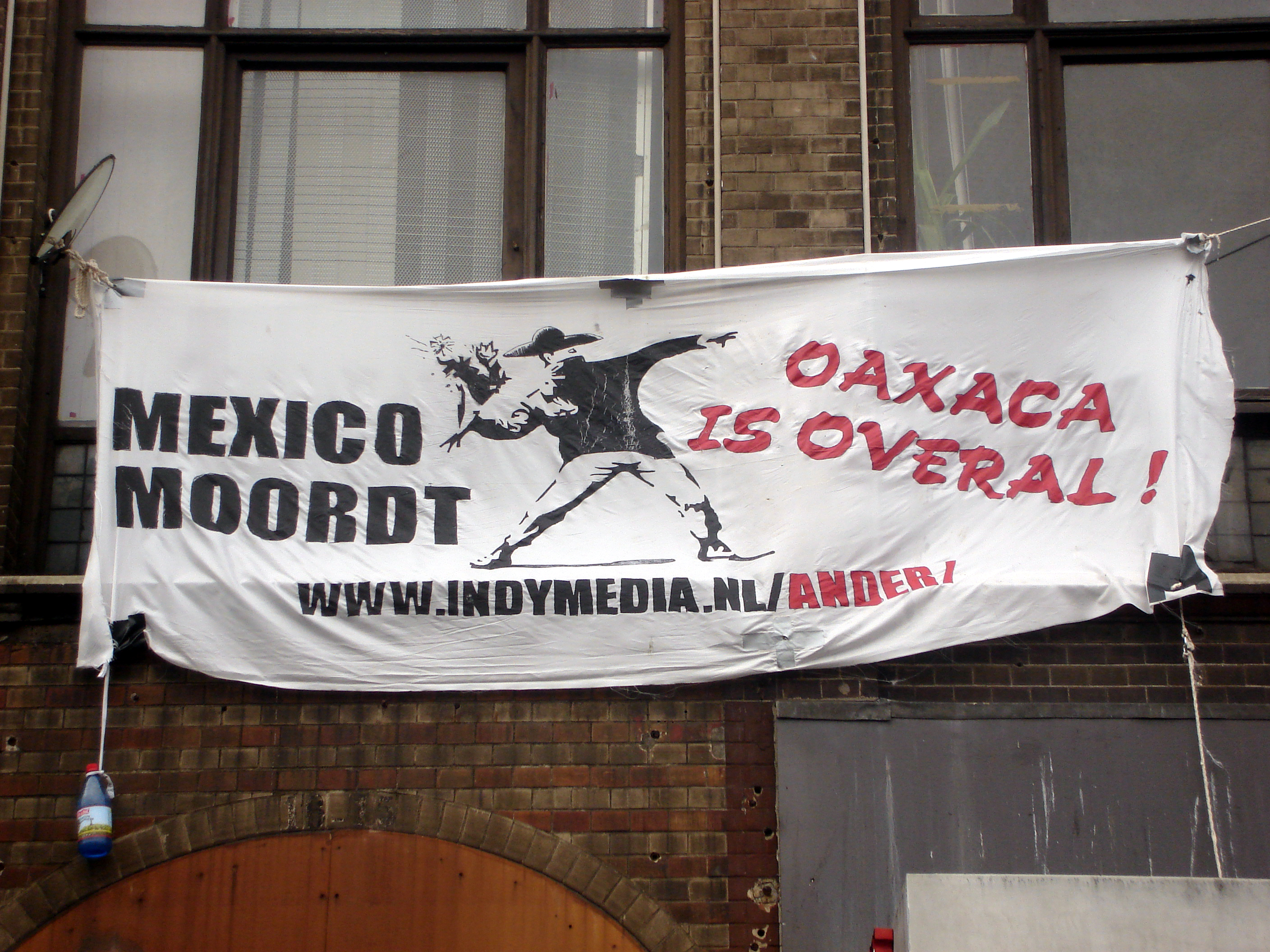
Banner do Indymedia na Holanda sobre a morte de Brad Will em Oaxaca.

Em julho de 2001 durante os protestos contra a reunião do G8 em Genova (Itália), jornalistas do Indymedia foram seriamente atacados pelos policiais italianos e policiais infiltrados como protestantes dentro da "Escola Diaz", um espaço reservado a jornalistas do Indymedia fazerem suas reportagens durante o evento. Este ataque e invasão foram filmados por outros jornalistas, como também os ataques de policiais durante os protestos nas ruas de Genova.
Em 9 de junho de 2003, Alejandro Goldín, um fotógrafo do Indymedia Argentina foi atacado pela polícia federal da Argentina enquanto fazia a cobertura jornalística entre policiais e trabalhadores da fábrica autônoma de Brukman em Buenos Aires..

## Morte de Brad Will
Em 27 de outubro de 2006, um jornalista de Nova Iorque Bradley Roland Will foi assassinado no levante popular de Oaxaca, México. Brad Will era fotógrafo e documentárista para o CMI de Nova Iorque.

## Prêmios e Homenagens
- Em 6 de dezembro de 2006, o Club de Periodistas de México A.C. - organização mexicana de jornalistas - outorgou ao CMI o Prêmio Nacional de Jornalismo na categoria Jornalismo na Internet. Na mesma cerimônia foi feita uma homenagem a Brad Will [10].
- Em 1º de abril de 2008, Brad Will e o CMI foram homenageados pelo grupo de Direitos Humanos brasileiro Tortura Nunca Mais com a Medalha Chico Mendes de Resistência. Essa premiação é dada a pessoas ou grupos que lutam em defesa dos Direitos Humanos e por uma sociedade mais justa[11][12].